# Rivúlids
|  | No s'ha de confondre amb Rivulins. |

Els rivúlids (Rivulidae) constitueixen una família de peixos teleostis de l'ordre dels ciprinodontiformes.

## Gèneres
- Aphyolebias (Costa, 1998)
- Austrofundulus (Myers, 1932)
- Austrolebias (Costa, 1998)
- Campellolebias (Vaz-Ferreira & Sierra de Soriano, 1974)
- Cynolebias (Steindachner, 1876)
- Cynopoecilus (Regan, 1912)
- Gnatholebias (Costa, 1998)
- Kryptolebias (Costa, 2004)
- Leptolebias (Myers, 1952)
- Llanolebias (Hrbek & Taphorn, 2008)
- Maratecoara (Costa, 1995)
- Megalebias (Costa, 1998)
- Micromoema (Costa, 1998)
- Millerichthys (Costa, 1995)
- Moema (Costa, 1989)
- Nematolebias (Costa, 1998)
- Neofundulus (Myers, 1924)
- Papiliolebias (Costa, 1998)
- Pituna (Costa, 1989)
- Plesiolebias (Costa, 1989)
- Prorivulus (Costa, Lima & Suzart a Costa, 2004)
- Pterolebias (Garman, 1895)
- Rachovia (Myers, 1927)
- Renova (Thomerson & Taphorn, 1995)
- Rivulus (Poey, 1860)
- Simpsonichthys (Carvalho, 1959)
- Spectrolebias (Costa & Nielsen, 1997)
- Stenolebias (Costa, 1995)
- Terranatos (Taphorn & Thomerson, 1978)
- Trigonectes (Myers, 1925)[1][2][3][4]